# Chiesa di San Dionigi (Mortara)
La chiesa di San Dionigi è un edificio religioso sconsacrato di Mortara, la cui esistenza era già attestata nel 1400. È probabilmente dedicata a San Dionigi, vescovo di Milano.

## Descrizione
L'edificio, risalente probabilmente al 1304, fa parte di un antichissimo complesso religioso, costituito dalla Basilica di san Lorenzo, dal battistero di San Giovanni Battista e dalla chiesa di San Dionigi.
Fu eretta come chiesa succursale intramuraria della pieve extramuraria di sant'Albino e, probabilmente, era la prima chiesa di San Lorenzo; originariamente la facciata volgeva verso occidente e l'aula liturgica era molto più piccola. A fianco si trovava la cappella circolare di san Giovanni, che fungeva da battistero e che fu inglobata nel XVII secolo nella nuova configurazione della chiesa di San Dionigi. La cappella di san Giovanni ospitava il sepolcro gentilizio della famiglia Maletta, i cui stemmi sono ancora incastonati nella parete laterale esterna di san Dionigi. 
Lo stile originario doveva essere il romanico, come attesta la parete absidale che ne conserva ancora le vestigia.

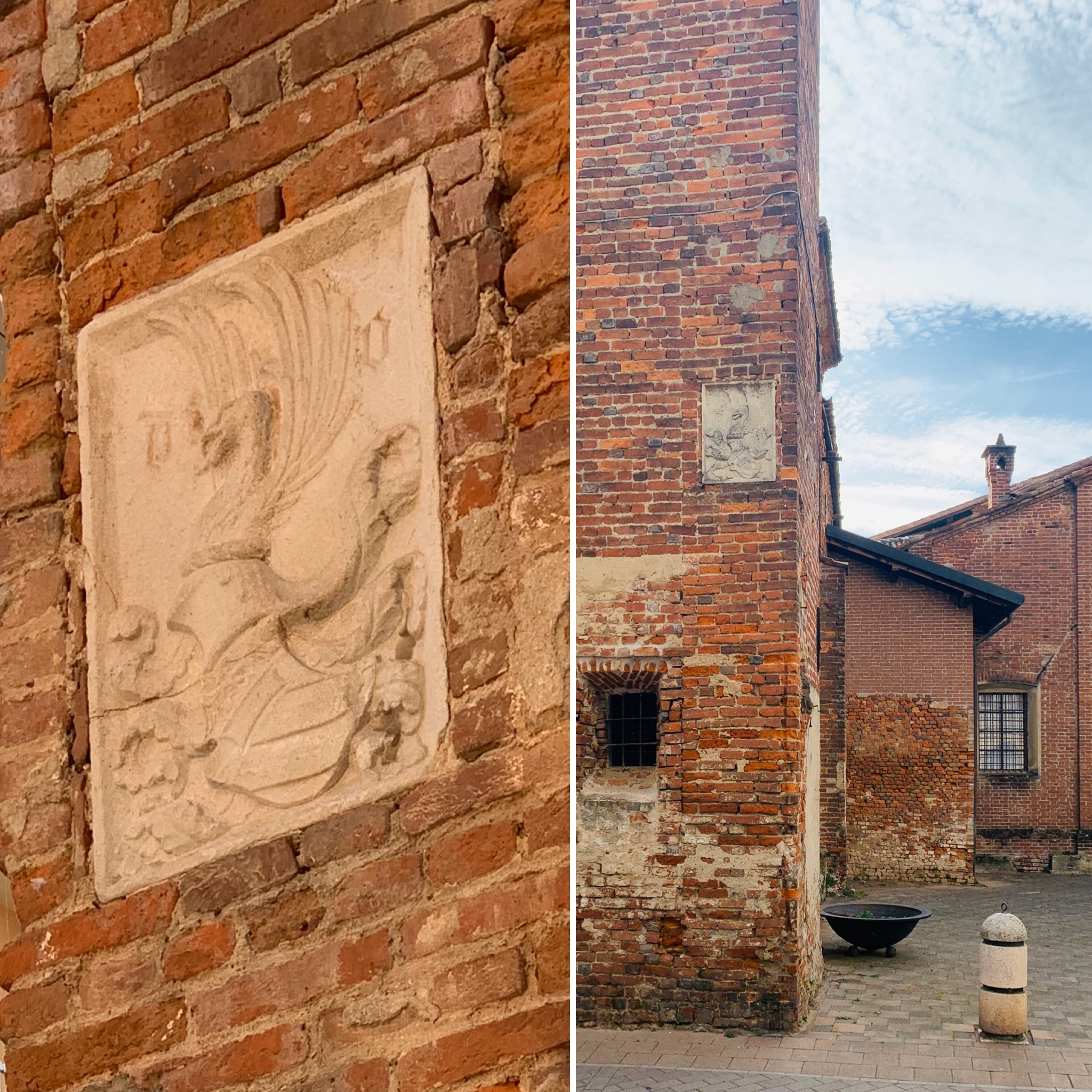
Gli stemmi della famiglia Maletta, incastonati in un pilastro e nel campanile, sul lato della chiesa.

La chiesa apparteneva all'omonima Fabbriceria e ospitava l'arciconfraternita del SS. Sacramento e la confraternita femminile della Beata Vergine del Carmine, chiamata dai mortaresi la Madonna del Comune. Intorno all'edificio sorgevano diverse case di proprietà della Fabbriceria, che provvedeva alle opere di beneficenza. Una di queste era adibita a ospedale, un'altra era la cosiddetta "casa della grammatica" (si conserva di essa una monofora, inglobata nella parete dell'oratorio di San Luigi).
Dopo la costruzione della Basilica laurenziana, la chiesa di San Dionigi rimase una cappella annessa a quest'ultima, proprio per la sua vicinanza con il complesso basilicale rispetto al quale è oggi orientato perpendicolarmente.
L'attuale configurazione vede la facciata della chiesa rivolta verso sud su quella che era piazza san Dionigi, poi piazza Maletta e oggi piazza Teresio Olivelli; la parte posteriore, rivolta verso l'abside della basilica di San Lorenzo, nasconde l'abside interno di forma semicircolare ed è quasi certamente una superfetazione quattrocentesca, realizzata con l'intento scenografico di mascherare e rendere uniforme nello stile un edificio con andamento probabilmente circolare. Nell'edificio coesistono diversi stili architettonici, anche se il predominante è quello rinascimentale.
Il campanile con la caratteristica cuspide a cotti sagomati fu costruito nel 1596 ed è ancora in buono stato di conservazione. Il rimaneggiamento della struttura è probabilmente coevo alla realizzazione della torre campanaria. Agli inizi dell'Ottocento la chiesa fu restaurata e affidata alla Confraternita del Santissimo Sacramento; nel 1806 divenne chiesa succursale della parrocchiale di San Lorenzo.

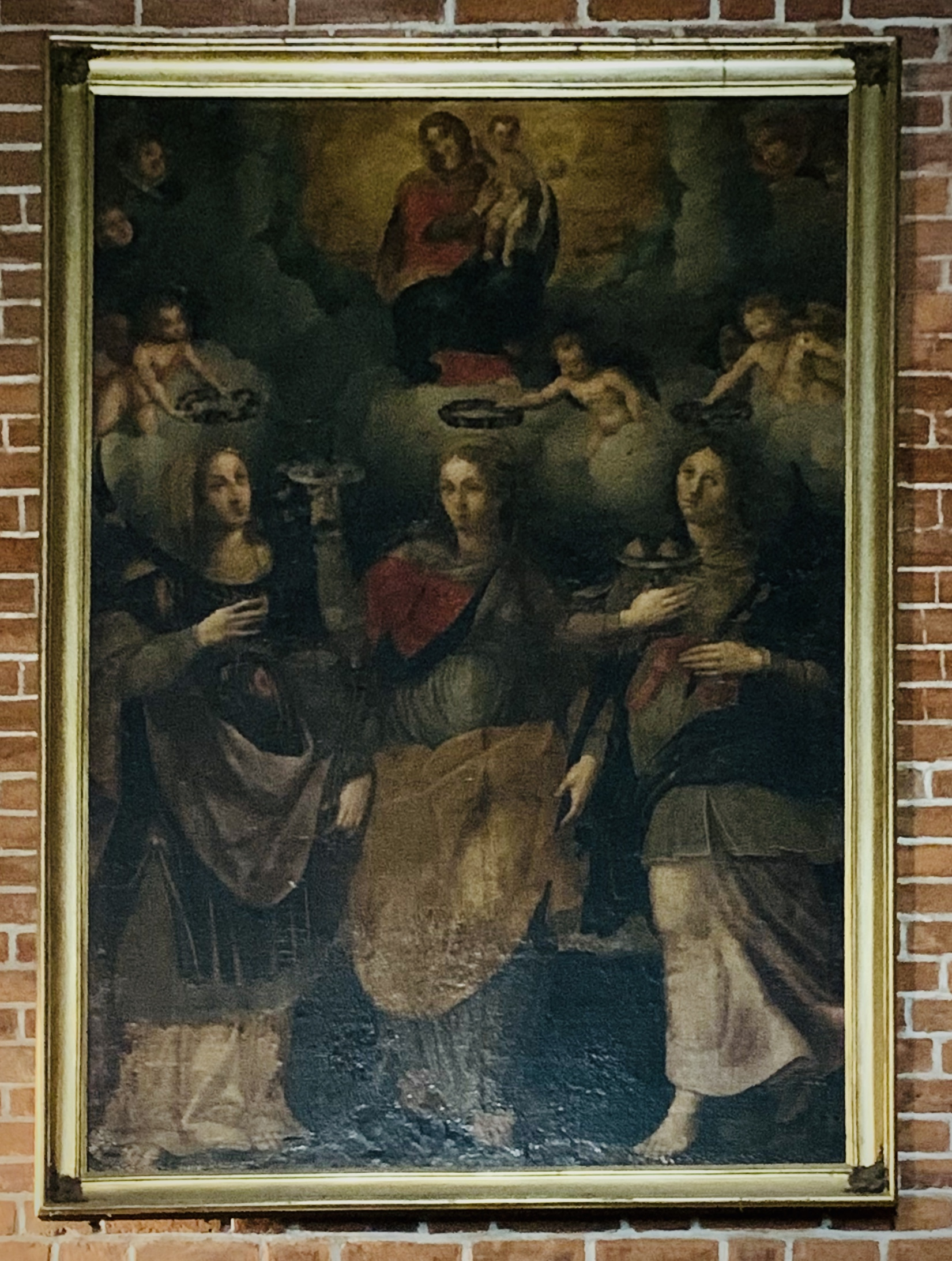
La pala dell'altare delle vergini SS. Lucia, Agata e Apollonia, oggi conservata nella Basilica di San Lorenzo.

All'interno si trovavano cinque cappelle con altrettanti altari: l'altare maggiore sul quale era collocata una pala della Vergine tra i Santi Lorenzo e Dionigi (1689), l'altare della Madonna del Carmine (1700), l'altare delle Vergini SS. Lucia, Agata e Apollonia (la pala è oggi conservata in San Lorenzo), l'altare di Sant'Antonio e l'altare di San Rocco (con il beneficio omonimo di patronato della famiglia Maletta).La chiesa di San Dionigi era la terza in città per grandezza e per pregio delle opere in essa contenute.

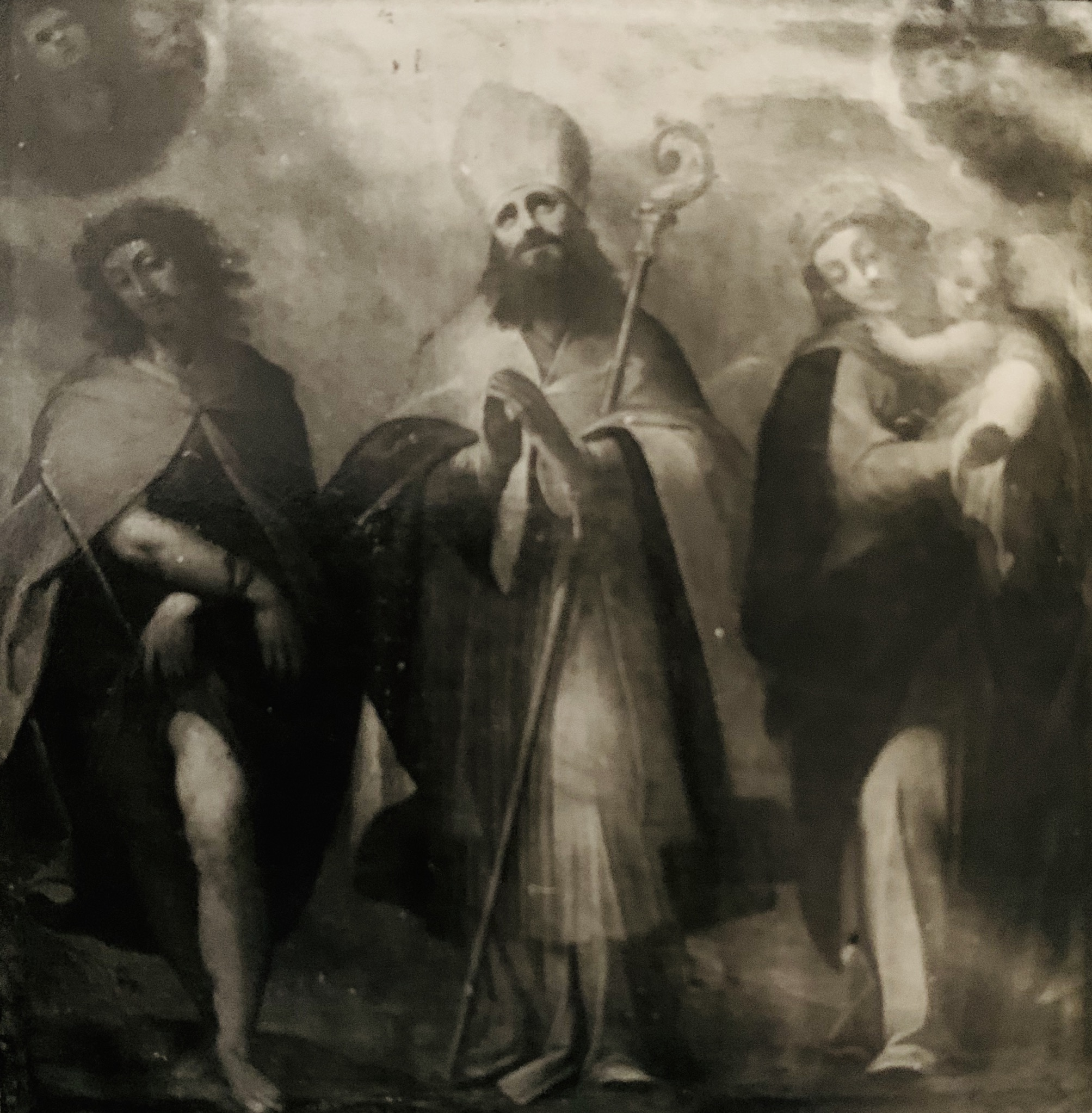
San Dionigi tra l’Ecce Homo e la Vergine con Bambino, pala conservata nella chiesa e oggi perduta

## La decadenza
Nel 1927 fu eseguito un intervento di restauro non autorizzato su tutto l'edificio che, pur mantenendo la struttura originaria, ha apportato modifiche alla pavimentazione, agli arredi degli altari e alla facciata. Nel secondo dopoguerra, a seguito di un furto sacrilego, la Diocesi di Vigevano ha disposto la sconsacrazione della chiesa; alcune delle opere furono portate in San Lorenzo, ma molti oggetti sacri (tra cui candelabri, panche, arredi e organo) furono depredati nel corso degli anni.

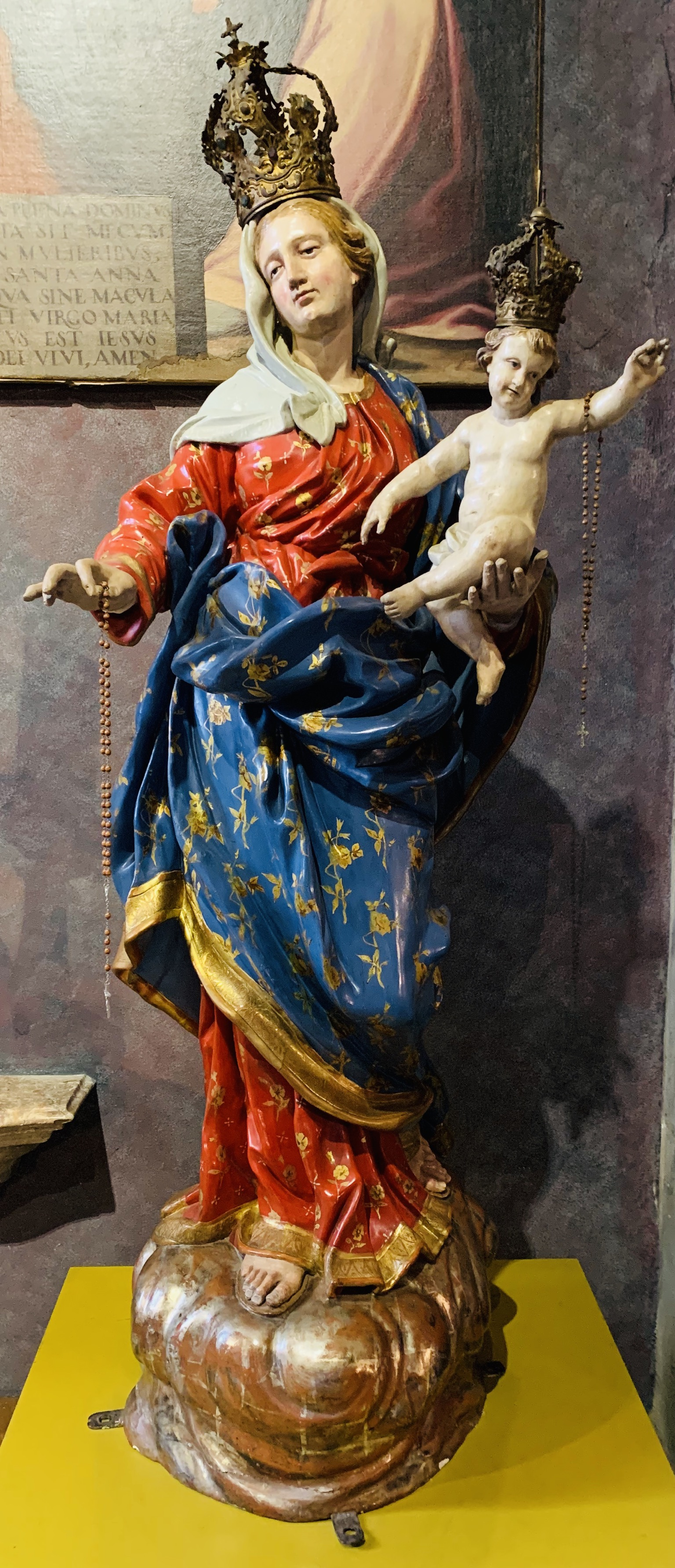
La settecentesca statua della Madonna del Carmine, privata degli scapolari e oggi conservata nella Basilica di San Lorenzo.

La chiesa fu ridotta a magazzino e nel 1964 si pensò alla sua demolizione, che fortunatamente non avvenne. Per molti anni è stata trasformata in una discarica e negli ultimi decenni, grazie al prezioso intervento di Italia Nostra si sta pensando di riqualificare l'edificio per renderlo una sede museale. Prima del 2010 sono stati eseguiti alcuni lavori di restauro dell'antico portale e la messa in sicurezza della facciata dall'umidità; la sezione locale ha promosso nel 2009, una campagna di scavo nella parte absidale che ha messo in evidenza sotto la pavimentazione a circa un metro di profondità, resti di fondazioni e sepolture,attualmente allo studio della Soprintendenza Archeologica della Lombardia.

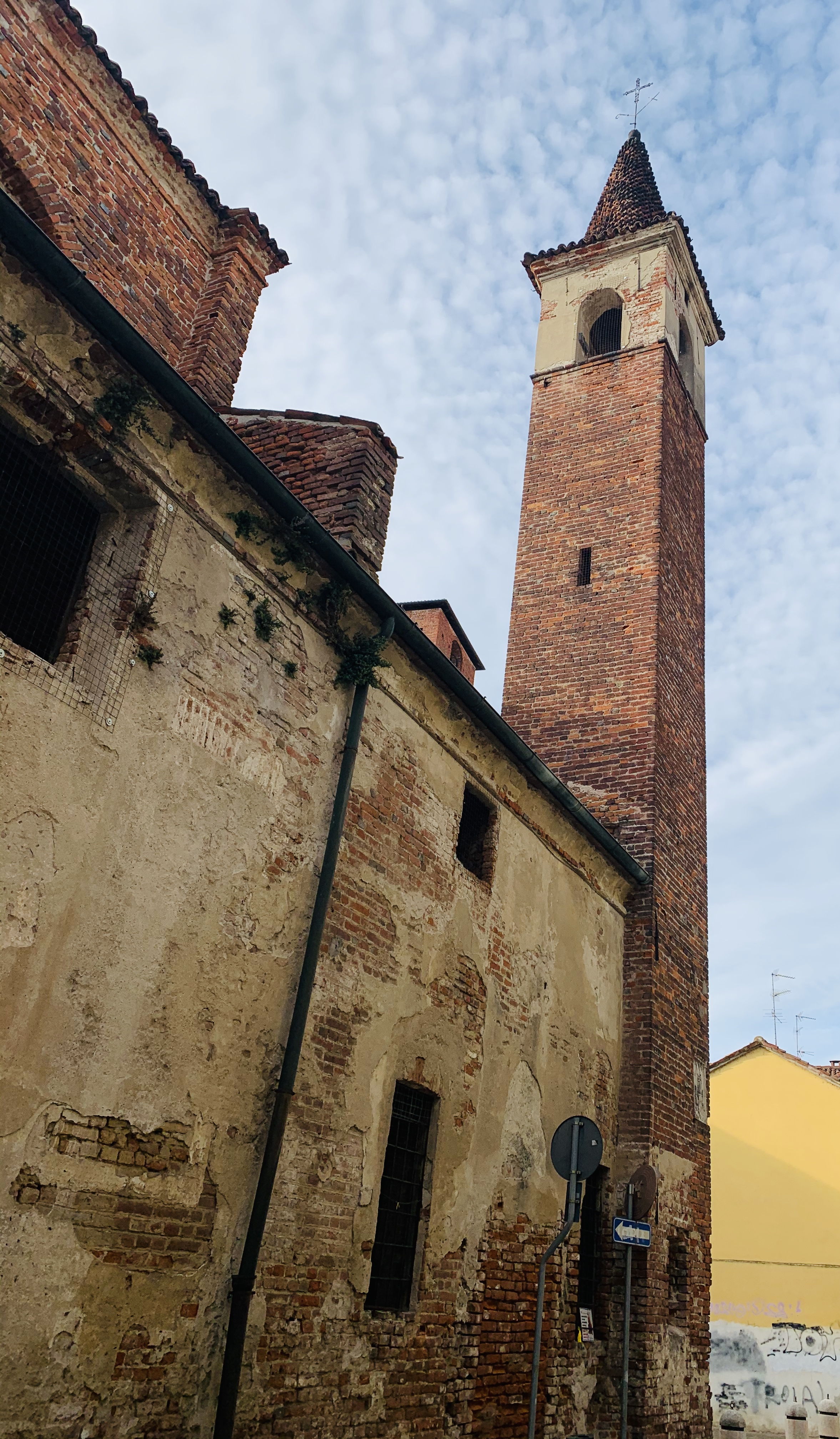
Il campanile con tetto a cuspide.